# Rubem Dantas
Rubem Dantas Rodrigues (Salvador de Bahía,  9 de diciembre de 1954) es un músico brasileño.

## Trayectoria artística
Comenzó sus estudios de piano de la mano de su madre, quien también le enseñó a escuchar a creadores de la talla de Maysa Matarazzo, Agustinho dos Santos, Jackson do Pandeiro, Batata, Pixinguinha, Luis Gonzaga y Elza Soares. Después de algunos años dedicados al piano, la naturaleza inquieta y curiosa de Rubem le llevó a interesarse por la percusión de la mano del que él considera su auténtico maestro, “Vadinho do Gantois”. Él dirigió sus primeros pasos y le convirtió en uno de los percusionistas más prometedores del momento y que actuaba en los más importantes festivales de Brasil colaborando con grupos como “Machina Naturale” o “Sangue y Raça”. Con esta última banda obtuvo un gran éxito con adaptaciones de obras como “La ópera de los tres peniques” de Bertolt Brecht.
En 1977 se traslada a Madrid, tras vivir y trabajar unos años en París junto a músicos como Eddie Louis, Christian Escoudé, Dusty o Paco Serry. En España conoce y colabora con músicos como Jean Luc Vallet, Jaime Marques, el malagueño Manolo Heredia Bonilla, Tito Duarte, Richard Krull y Pepe Perera, entre otros. En esa época coincide con el cantante Pedro Ruy-Blas, que le ofrece unirse al grupo “Dolores”, entonces formado por Jorge Pardo, Jesús Pardo y Álvaro Yébenes. “Dolores” supuso en el panorama musical de la época una revolución por su forma de entender el flamenco.
Un buen día Paco de Lucía aparece en su camino para proponerle participar en su nuevo proyecto, un quinteto, posteriormente convertido en sexteto. Fue entonces cuando Rubem introdujo la percusión en el flamenco, cuyos ritmos se llenaron, de los sonidos que aportaban sus bongoes, darbucas, tumbadoras o cortinillas, por primera vez en la historia. Un proyecto musical que con el tiempo se convertiría en uno de los más importantes de la música mundial, con el que Rubem recorrería los principales escenarios del mundo y cosecharía las mejores críticas durante más de veinticinco años y que contó también con las colaboraciones de Carles Benavent, Jorge Pardo, Ramón de Algeciras, Juan Ramírez, Manolito Soler, Joaquín Grilo, Pepe de Lucía, Duquende, Rafael de Utrera, Juan Manuel Cañizares, Viejín y José María Bandera.
En una de las giras con Paco de Lucía por América, Paco y Rubem descubrieron el cajón peruano y lo incluyeron esa misma noche en el concierto para interpretar “Solo quiero caminar”. Aquella decisión creó escuela y marcó para siempre el flamenco, que lo adoptaría como propio. Desde ese día, el cajón se ha convertido en un instrumento imprescindible para cualquier formación flamenca.
En noviembre de 2003 Chick Corea le invita a formar parte de su banda durante una gira por España en la que compartiría escenario con músicos tan destacados como Jeff Ballard, Avishai Cohen y Steve Wilson. Una colaboración que el pianista vuelve a solicitar cuando presenta su nueva banda, “Chick Corea & Touchstone” y para la que también son requeridos Tom Brechtlein y los antiguos integrantes del sexteto de Paco de Lucía, Carles Benavent y Jorge Pardo. Esta nueva formación recorre actualmente los escenarios del mundo realizando importantes conciertos en Europa y América, donde han recibido grandes ovaciones de público y crítica.
En agosto de 2004 Rubem Dantas presenta en Cádiz un proyecto innovador: “Rubem Dantas & Flamenco Big Band”, la primera formación de esta índole que se crea en el mundo, en la que no tardan en colaborar Carles Benavent, Carlos Carli, Jorge Pardo, Miguel Ángel Chastang y Rafael de Utrera, entre otros. Una idea largo tiempo acariciada por un músico que creció en la tradición de las grandes bandas surgidas en su país.
En septiembre de 2007, salió al mercado su primer disco en solitario “Festejo”, en el que han colaborado grandes músicos y amigos como Paco de Lucía, Jorge Pardo, Carles Benavent, Chano Domínguez, Chick Corea, Edith Salazar o Joaquín Grilo y que pondrá de manifiesto una de las facetas menos conocidas del brasileño, la de compositor, hasta ahora admirada tan solo por los asistentes a sus conciertos más personales.
Unas creaciones en las que confluyen ritmos de una amplia variedad musical, una sensibilidad especial y un gusto por el concepto más amplio del sonido que corroboran, una vez más, que Rubem Dantas es, como diría el escritor mexicano Juan Rulfo, “Ser es música”.
Rubem ha paseado su arte en compañía de músicos como Camarón de la Isla, Milton Nascimento, Enrique Morente, El Potito, Ketama, Paquito D’Rivera, Horacio Icasto, Gilberto Gil, María Creuza o Pablo Milanés, entre otros.
En 2009 colabora en el nuevo disco del guitarrista italiano Flavio Sala, titulado De La Buena Onda.